# Pistol m/07
Pistol m/07 var en 9 mm automatpistol i Sveriges armé som antogs 1907. 

## Historik
Pistol m/07  är en FN M1903, konstruerad av John Browning i början av 1900-talet. Den fungerar enligt principen tungt slutstycke.
Pistol m/07 köptes in från belgiska vapentillverkaren Fabrique Nationale (FN). De tillverkades av FN mellan 1908 och 1914 då fabriken ockuperades av tysk militär, vilket ledde till ett abrupt stopp av leveranser och Försvarsmakten bestämde då att licenstillverka vapnet hos Husqvarna. Denna produktion kunde påbörjas ett par år senare och från 1917 till 1941 tillverkade Husqvarna cirka 94 000 av dessa pistoler på licens i Sverige. Vapnet ersatte revolver m/1887 i svensk tjänst och fanns kvar tillsammans med pistol m/40 fram till att man slutligen började införa pistol 88 på 1980-talet. 